# Argýris Papapétrou
Argýris Papapétrou (en grec : Αργύρης Παπαπέτρου), né le 21 février 1965, à Aiginio, en Piérie, en Grèce, est un ancien joueur grec de basket-ball. Il évolue durant sa carrière au poste de pivot. 

## Carrière
Ses fils Ioánnis, né en 1994, et Georgios (en), né en 1991, sont aussi joueurs professionnels de basket-ball.

## Palmarès
- Coupe de Grèce 1986, 1993